# Länsväg 211
De Zweedse weg 211 (Zweeds: Länsväg 211) is een provinciale weg in de provincie Östergötlands län in Zweden en is circa 30 kilometer lang.

## Plaatsen langs de weg
- Borensberg
- Tjällmo

## Knooppunten
- Riksväg 34 bij Borensberg (begin)
- Riksväg 51 (einde)